# Fondachelli-Fantina
Fondachelli-Fantina là một đô thị ở tỉnh Messina trong vùng Sicilia của Italia, có vị trí cách khoảng 160 km về phía đông của Palermo và vào khoảng 40 km về phía tây nam của Messina. Tại thời điểm ngày 31 tháng 12 năm 2004, đô thị này có dân số 1.169 người và diện tích là 42 km².
Fondachelli-Fantina giáp các đô thị: Antillo, Francavilla di Sicilia, Novara di Sicilia, Rodì Milici.